# 3-nitroanilin
3-Nitroanilin, též označovaný jako m-nitroanilin nebo 3-nitrobenzenamin, je za normálních podmínek stabilní netěkavá pevná látka. Využívá se jako surovina pro výrobu barviv. Jedná se o anilin s funkční nitro skupinou na třetím uhlíku benzenového jádra. Je stabilní v neutrálních, kyselých i alkalických rozpouštědlech a je velmi málo biodegradibilní. Je používán jako intermediát pro výrobu azobarviv kopulačními reakcemi.

## Syntéza
3-Nitroanilin se připravuje redukcí 1,3-dinitrobenzenu polysulfidem sodným Na2Sx.